# Siklód
Siklód (románul Șiclod) falu Romániában, Hargita megyében.

## Fekvése
Siklód a hagyományait őrző, a  Maros és Hargita megye határán fekvő kicsiny székely-magyar település a Sóvidéki-dombság északnyugati szegletében, a fürdőjéről híres Szováta városától és a sóbányájáról nevezetes Parajdtól légvonalban mintegy tíz kilométerre délnyugatra található. Egy „élő-skanzen” a Székely Sóvidéken. A település zártságát a település helye, fekvése, domborzati viszonyai befolyásolják. A falu tengerszint feletti magassága 700–800 m, legmagasabb pontja a Siklódi-kő, amely 1025 méteren található. Igazi „hegyreszúrt falu, a világ végén”. A település a Sóvidék szélén a Siklódi-patak völgyfőjében fekszik és a Kis-Küküllő vízgyűjtő területéhez  tartozik. Közigazgatásilag Etédhez tartozik Küsmöd, Énlaka és Kőrispatak településekkel egyetemben. Szolokma és Küsmöd érintésével Makfalvánál letérve a Balavásárt Szovátával összekötő útról, illetve a 135-ös megyei úton közelíthető meg Székelykeresztúr irányából. Székelykeresztúr távolsága: 32 km, Makfalva távolsága 16 km.

## Története
A hagyomány szerint a falu a tatárjárás idején keletkezett és két kecskepásztor alapította. Ősi helyei az Alfalu és a Murva voltak. A határában levő Nagykő nevű hegy nyugati aljában a Városhelynek nevezett helyen egykori település nyomai látszanak, a hagyomány szerint ez volt eredetileg a falu helye. Ettől délre a falu feletti Szőlőbérc élén római őrtorony nyomai vannak. A Városhelytől északnyugatra eső Klastrombércen a hagyomány szerint egykor kolostor állott. Az 1661-es törökdúlás idején a lakosság a Dávidvára nevű helyre menekült, ahol a védművek nyomai láthatók. Ez az ősi védelmi hely a helyiek szerint a tatárjárás idején keletkezett.
1817 pünkösdtől 1818. szeptemberig nem volt eső a faluban és éhínség tört ki. 1848. február 8-án és 1899. február 22-én nagy tűzvész pusztított, míg 1902-ben a Murva, 1951-ben a Papszere égett le. A trianoni békeszerződésig Udvarhely vármegye Parajdi járásához tartozott saját néptanáccsal, rendőrséggel hatalmas, megművelt területekkel. Siklód területe 1900 hektár körüli. Nyolc településsel határos: Szolokma, Küsmöd, Atyha, Alsósófalva, Parajd, Szováta, Sóvárad és Kibéd. A falu lélekszáma folyamatosan apad, az 1950 -es évek végén – ezerötszáz körüli lakosa volt a falunak. 1992-ben 493 magyar lakosa volt. Székelykeresztúron csaknem 350 siklódi elszármazott él.
Jelenleg 415 házszámmal, benne  160 gazdasággal és  300 lélekszámmal rendelkezik a falu.

## Látnivalók
- Régi Református temploma 1635 és 1645 között épült, 1947-ben újjáépítették, de 1951-ben mégis le kellett bontani, mert az 1929. évi földcsuszamlás annyira megrongálta.
- Új református temploma 1994-ben épült Kós Károly eredeti tervei szerint. A mennyezeti kazettákat Stefanovits Péter és Elekes Károly ingyen festette, az anyagot az Illyés Alapítvány biztosította.[2]
- Fa haranglába 1784-ből való.Építette Csíkfalvi Csók János. A torony egyike Erdély legszebb haranglábainak.
- A falu skanzen jellegű. Siklód építészete alig változott az elmúlt egy-két évszázadban. A település épületállománya még az erdélyi falvak között is kiemelkedő. A falukép egységes. Az épületek nagy része hagyományos építőanyagokból és technikákkal épült.A faluképtől jelentősen csupán néhány épület tér el.
- A „cserepes” tűzhely és tájház. A még álló cserepesek jó részét a küsmödi Bereczki Zsigmond készítette. A faluban már csak egyetlen házban lelhető fel a hagyományos „cserepes” tűzhely.
- első és második világháborús hősi emlékmű és a turul madaras Millenniumi emlékoszlop.
- A templomkertben található kopjafa a faluban 30 évet szolgáló „templomépítő" Incze Zoltán, egykori siklódi református tiszteletes emlékére állíttatott 2008. július. 26.- án.
- Siklód,  a régi udvarhelyszéki falvak közül ma is az, ahol az ősi népviseletet szeretettel őrzik. A régi szőttesanyagból készült női ruhadarabok anyáról leányra szállva elég szép számmal találhatók. A férfi viselete itt is a harisnyából, ujjasból, lájbiból áll.Fejükön zöld kalapot hordanak. A fiatalabbak a zsinóros, váradi kockásszőttes lájbit hordják.
- Siklódi szőttesek: A bogos, hímes, színirejáró, kockás és ormos szőteményeket gazdag változatban készítették. A hímzések mind keresztöltésesek. Színük piros és kék, vagy ezeknek együttes alkalmazása. Ezek a keresztöltéses varrottasok a székely hímzések legrégibb csoportjába tartoznak megfogalmazásuk, színük, szerkezetük és kivitelük tekintetében is.A mintakincs legnagyobb részét a mértanias minták teszik ki.
- A falu fölött emelkedő, vulkánikus kőzetekből álló 991 m magas Küsmödi-kő és az 1025 m magas Siklódi-kő leírhatatlanul szép kilátást kínál a túrázónak: Északi irányban a Nyárádmente legmagasabb kiemelkedése a Görgényi-havasok déli vonulatának része, a Bekecs-hegy 1080 m magas tömbje tornyosul elénk. Északkeleten a Görgényi-havasok impozáns vonulatai, Keleten és délkeleten pedig a Sóvidéki dombság lankái nyújtanak szemetgyönyörködtető látványt. Déli irányban szép, tiszta időben a Déli-Kárpátok csipkézett vonulatát is látni. A környező falvak csendesen bújnak meg a dombok és hegyek találkozásánál.
- A Siklódi-kő keleti leszakadásban, a 10–40 m magas toronyszerű falak alatt, egy közel nyolc méter magas, és hat méter mélységig beöblösödő, valamit egy kisebb 4x4x3 méteres barlang látható a sziklafalban.

## Képek

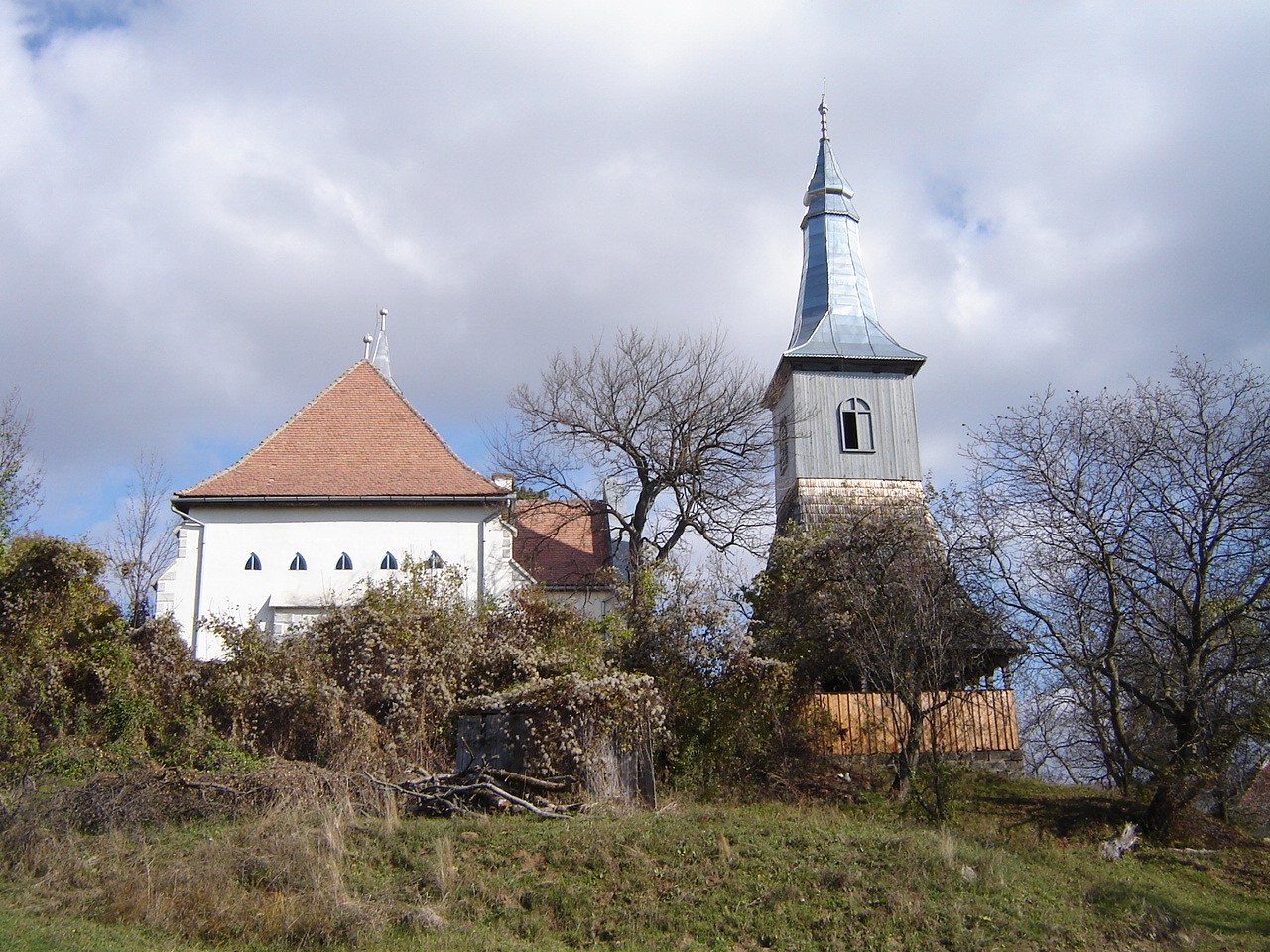
Református templom. Épült Kós Károly tervei alapján. Harangláb, építette Csíkfalvi Csók János 1784-ben.
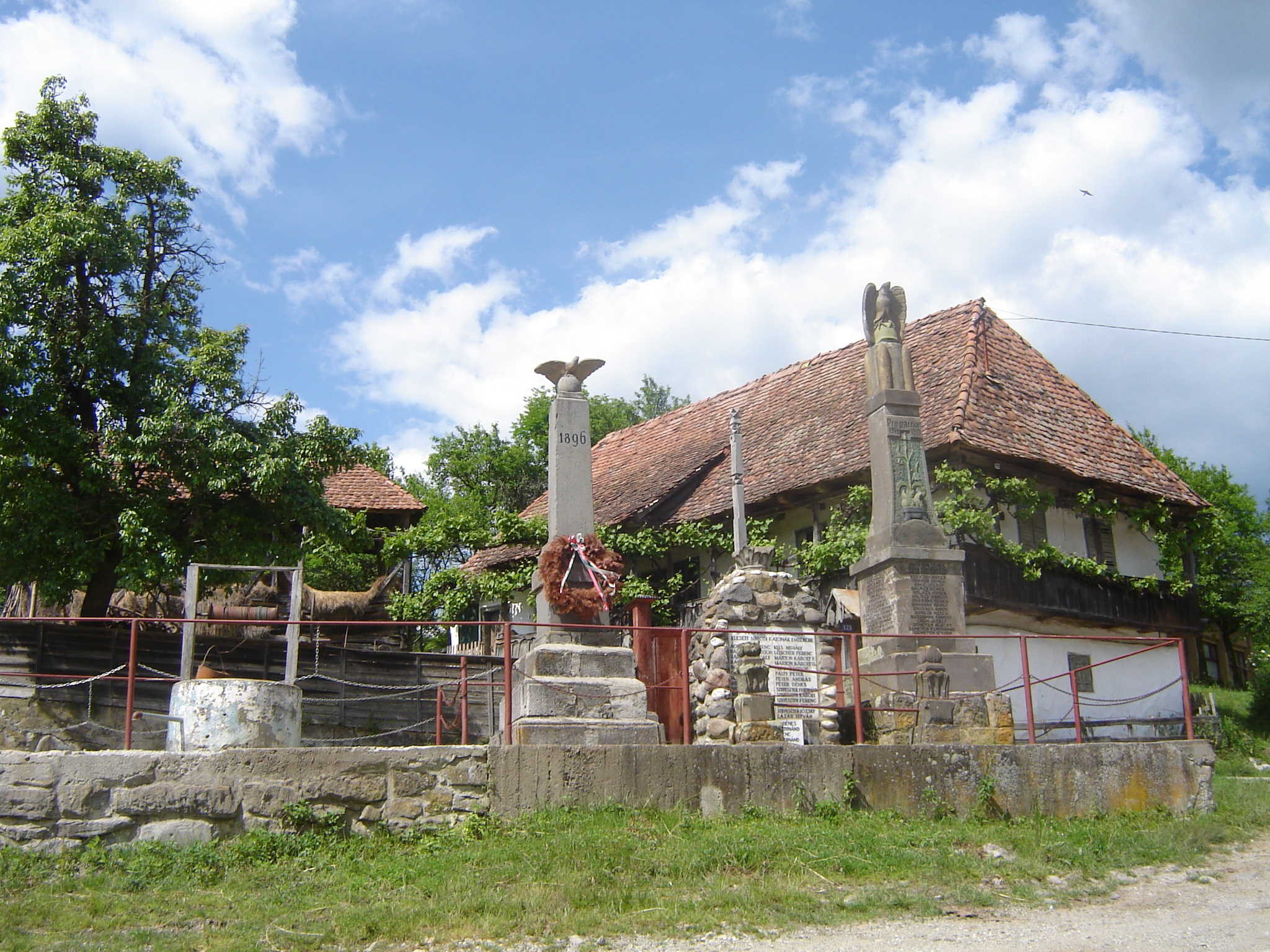
I. és II. világháborús hősök emlékműve és a Millenniumi emlékoszlop
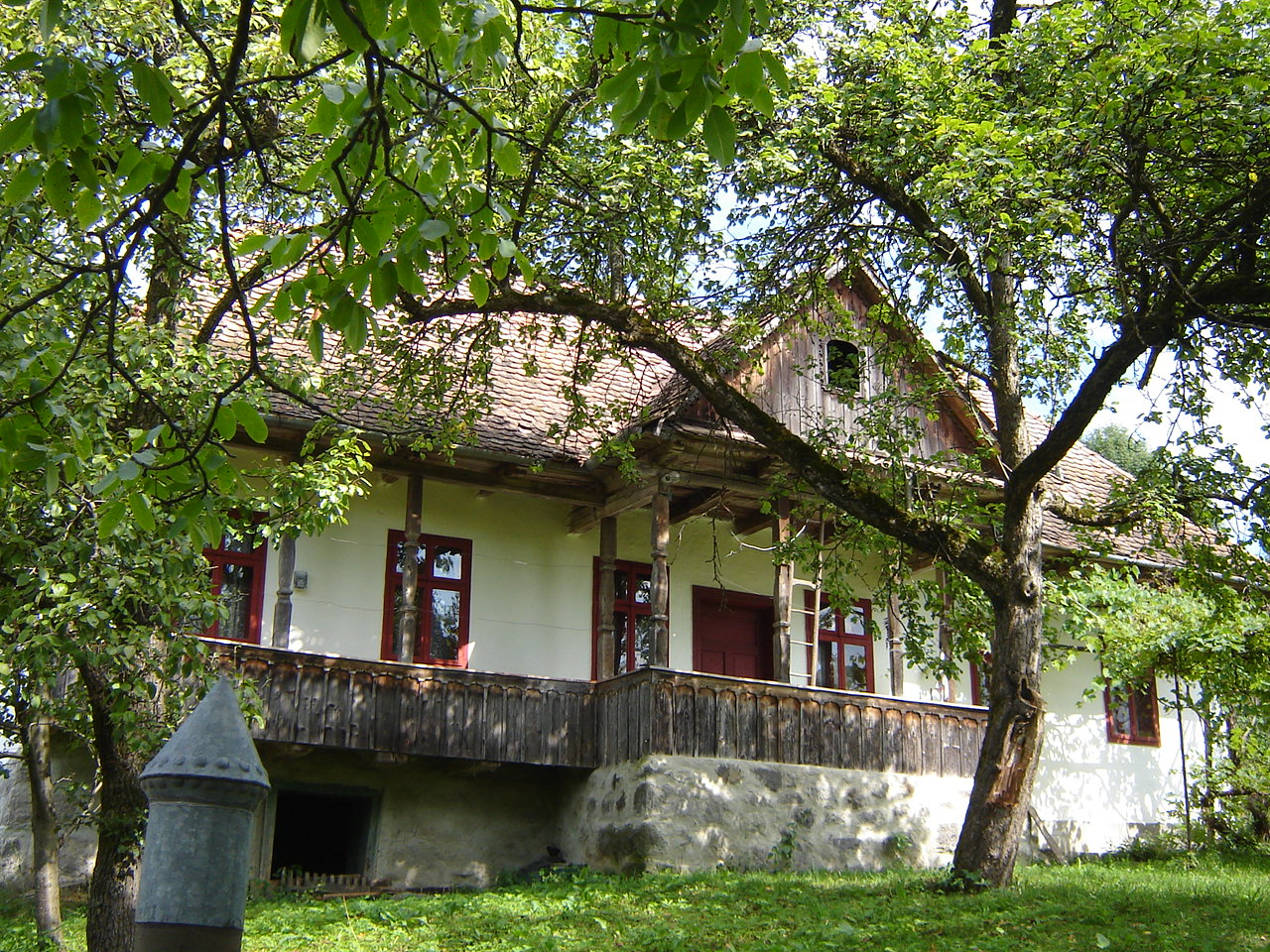
Hagyományos ház a Murván
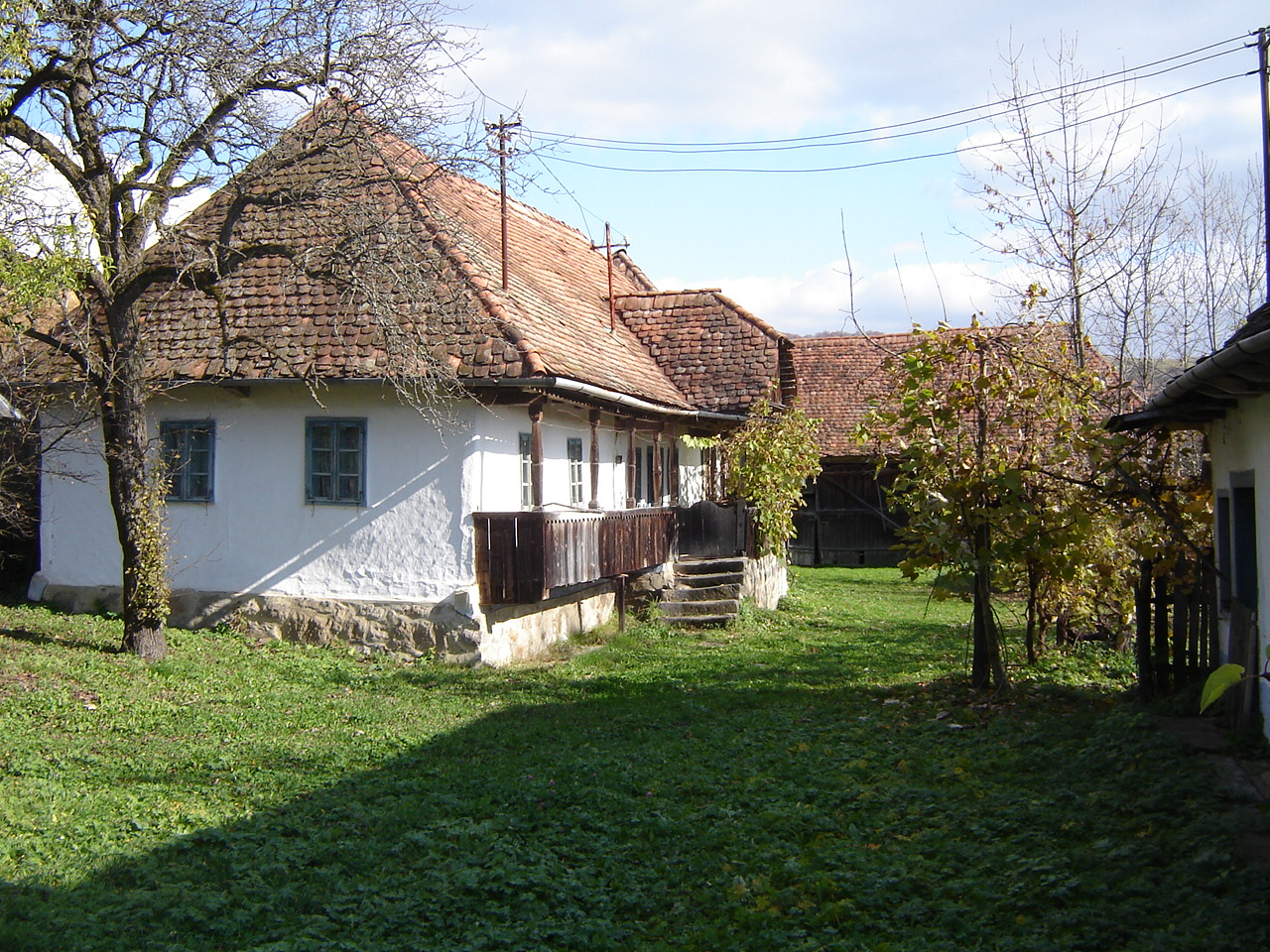
Ház a Papszerén
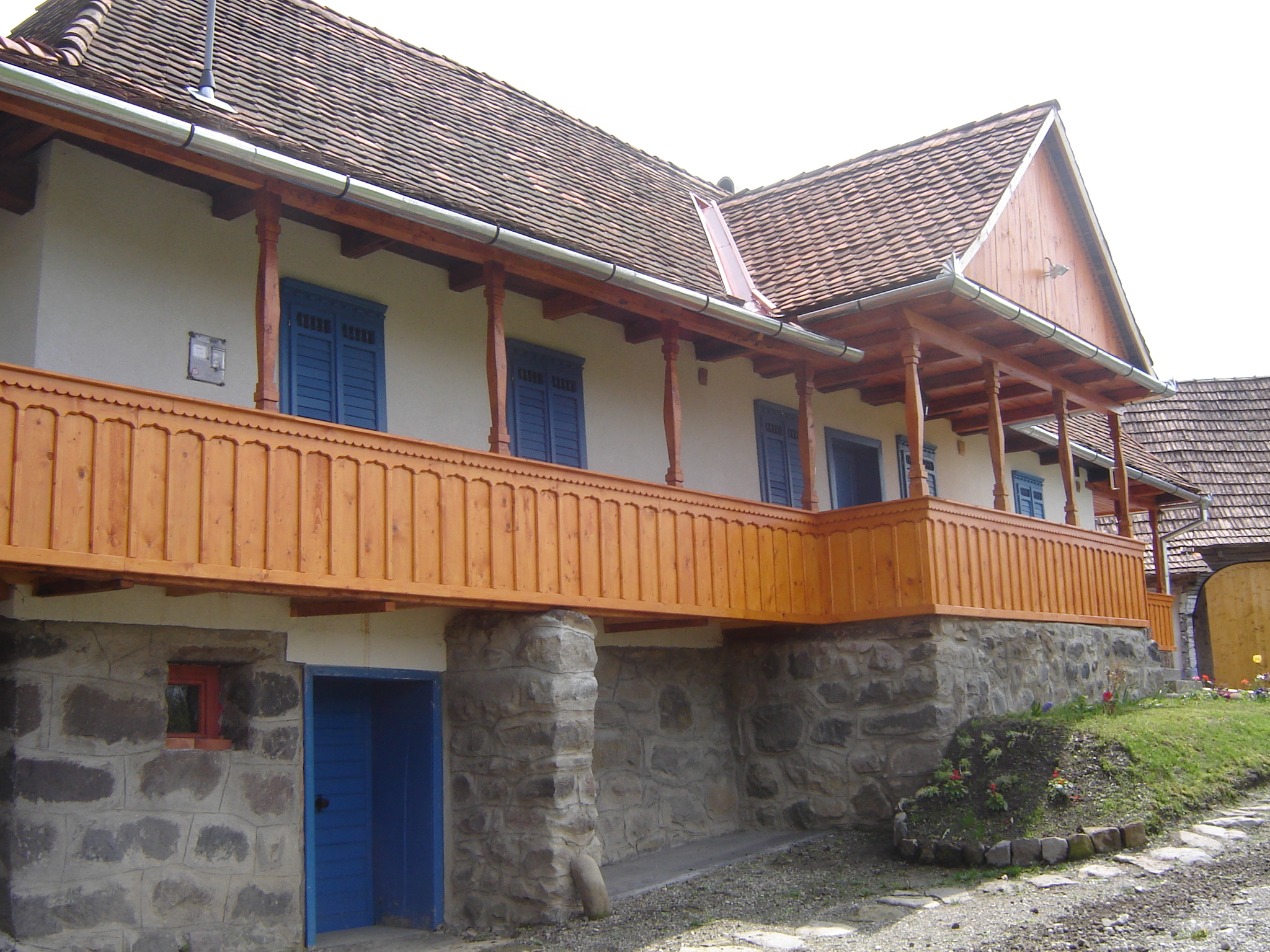
Hagyományosan felújított ház a Murván
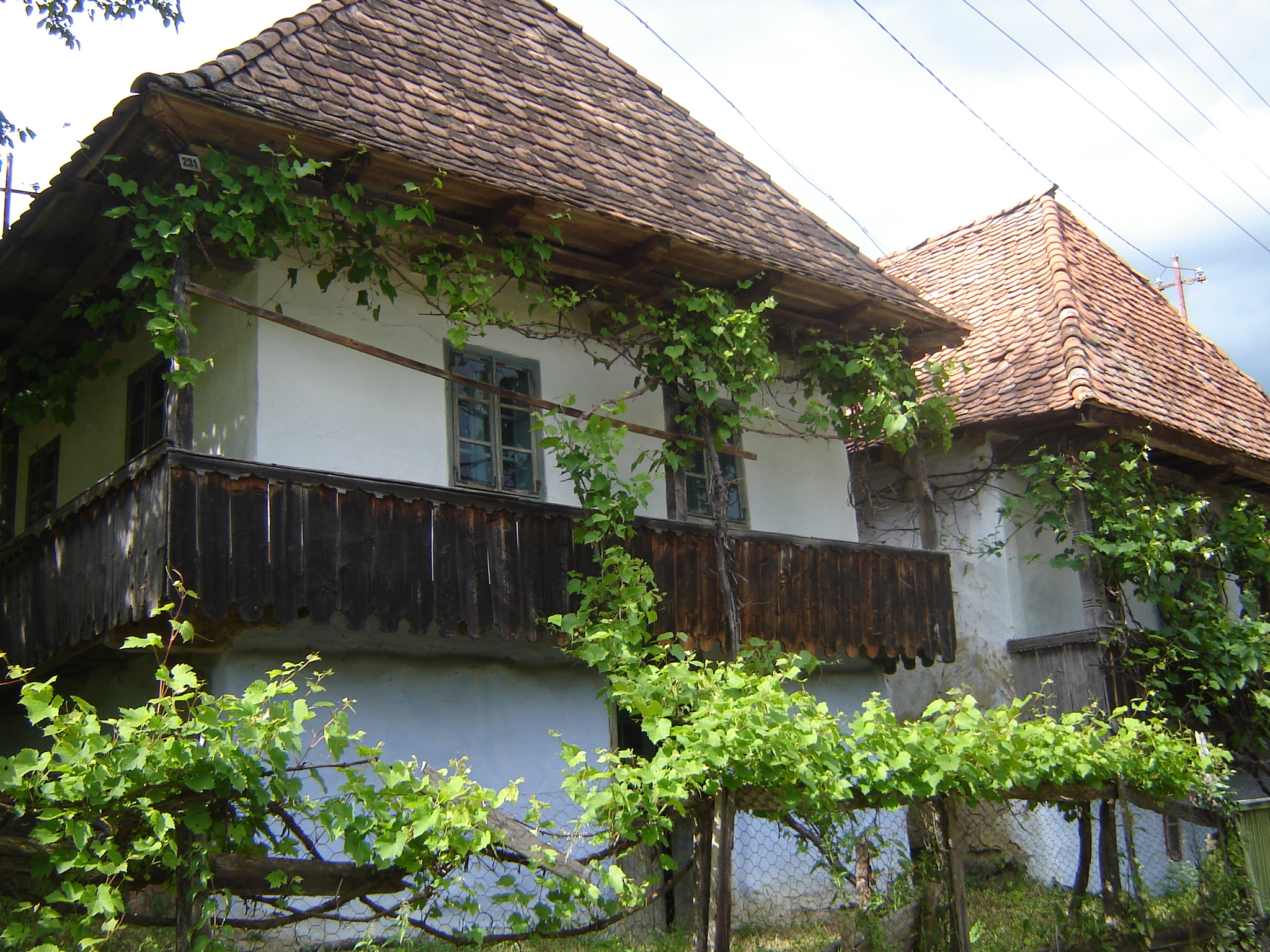
Ház a Papszerén

## Népszokások, hagyományok

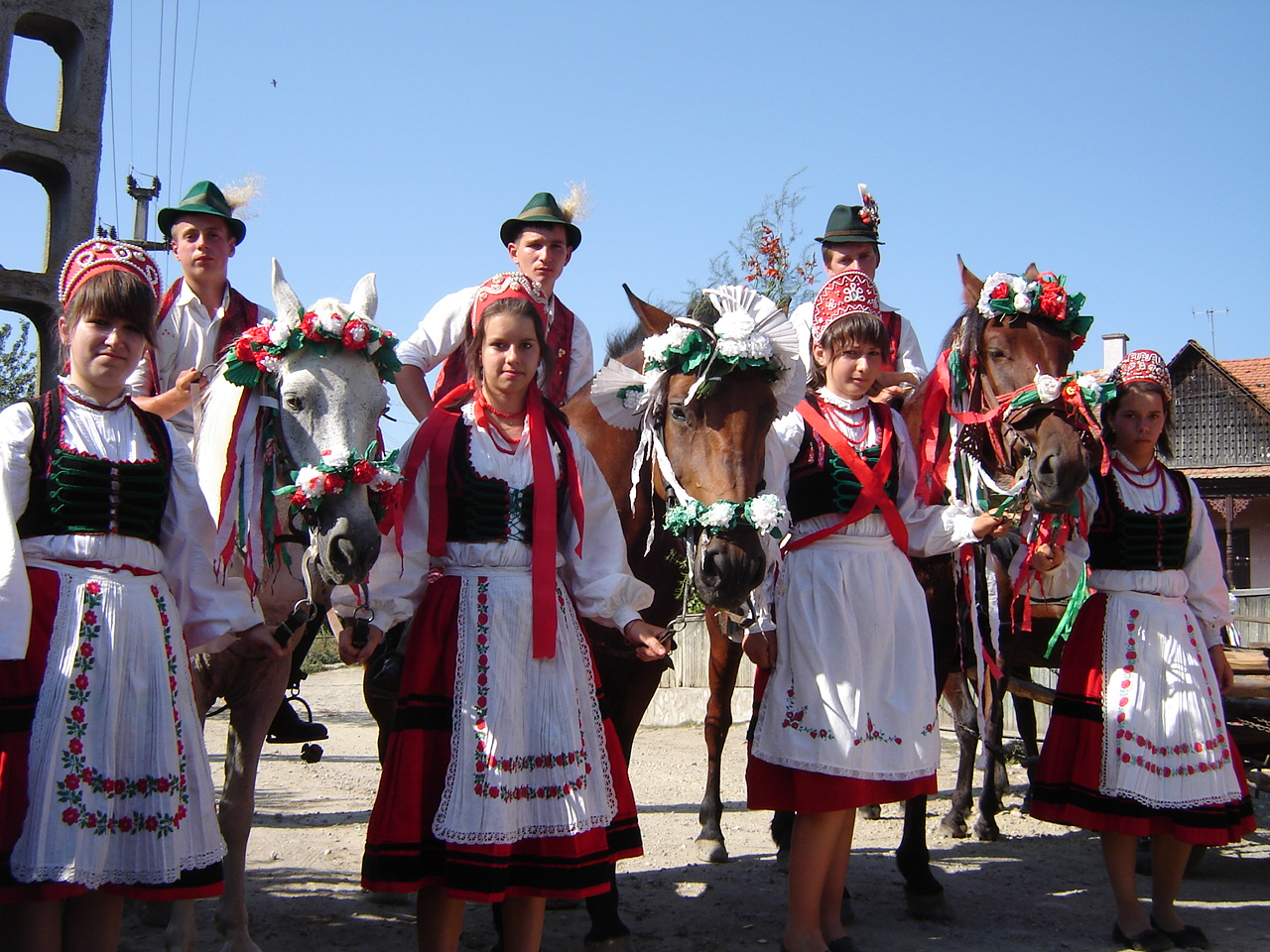
Szüretibálozó fiatalok, 2008

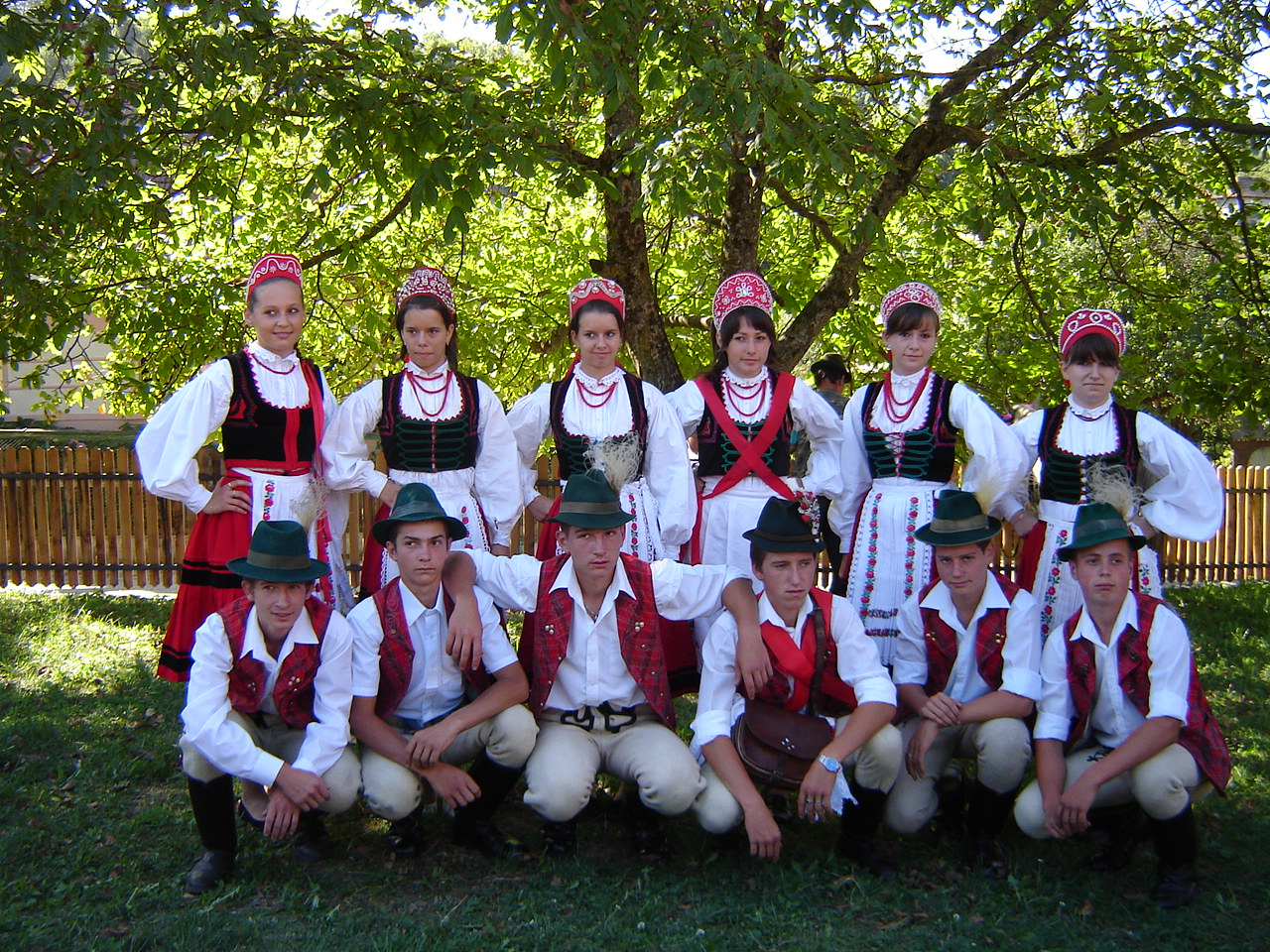
Siklódi fiatalok népviseletben

- Húsvéti „hajnalozás”:  „Az öntöző, hajnalozó menet zeneszóval házról-házra jár. Régebb húsvét másod napján hajnalban indultak, az elmúlt évtizedekben már ünnep első napján megkezdték. Rigmussal köszöntik és megöntözik a háziakat, megtáncoltatják a leányokat és asszonyokat. Régente sajtárból locsoltak vizet, napjainkban egyénileg, kölnivel öntöznek. A háziaktól adományokat gyűjtenek: tojást, szalonnát, kalácsot, bort és pénzt. A természetbeni adományokból este közös mulatságot (rántottázást) rendeznek, a pénzből fedezik a kiadásokat. A hajnalozás hagyománya hasonlít a közeli sóvidéki falvak: Alsó- Felsősófalva, Parajd és Korond szokásaira.
- Húsvéti „fenyőágazás”: A fiúk, húsvét szombatján éjszaka a kapukra felerősítik az előkészített fenyőágakat bolthajtás vagy tető formájában. A legény külön is ajándékozhat szalagokkal díszített fenyőt a szeretőjének. Fenyőágakkal díszítik a középületeket, templomokat. A zöld ágak szimbolikája azt sugallja, hogy az egész teremtett világ részese a húsvéti feltámadásnak, az újjászületésnek. Húsvét másodnapján kerül sor a fenyőágazók jutalmazására, amely piros tojásból és pénzből áll.
- Pünkösdi Királynézás : A királynézás Siklód egyik különlegessége és idegenforgalmi vonzereje, amit ebben a formában csak ebben a faluban gyakorolnak. Sóvidéken a pünkösdi király és királynőválasztás szokáskörébe tartozó népszokásokat két csoportba sorolhatjuk tartalma és formája szerint: a sófalvi és parajdi „hesspávázás” illetve a siklódi királynézás.
- Minden év júliusában rendezik meg a falutalálkozót. A  „hesspávázás” hagyománya hasonlít a közeli sóvidéki falvak: Alsó- Felsősófalva és Parajd szokásaira.
- Siklódi szüretibál: A faluban minden évben megrendezésre kerül a hagyományos szüretibál, ahol a székelyruhába öltözött fiatalok - fiúk lóháton, a leányok szekérrel - elindulnak meghívni a környező falvakból az öregeket, ifjakat. Minden faluban egyet táncolnak és múlatnak, a csőszkirály pedig egy verssel hívja meg a falu lakóit: „Megérett a szőlő javát le is szedtük, és ezt egy bállal ünnepeljük. Legények és lányok, gyertek el a bálba Siklód kicsi falujába.”

## Híres emberek
- H. Bathó János  muzsikus, zeneszerző és zenetanár (Siklód, 1872. december 29. – Munkács, 1956. június 17.) 
 A Sárospataki Református Kollégium ének- és zenetanára (1904–1925). Szerelmi dalokat, kuruc kesergőket, himnuszokat, indulókat, diáknótákat, egyházi énekeket, hazafias melódiákat  komponált. H. Bathó János életében kb. 200-250 művet alkotott. 1990-ben Munkácson, 1991-ben Sárospatakon emléktáblával jelölték meg azt a házat, amelyben lakott.